# Sarcófago de Portonaccio

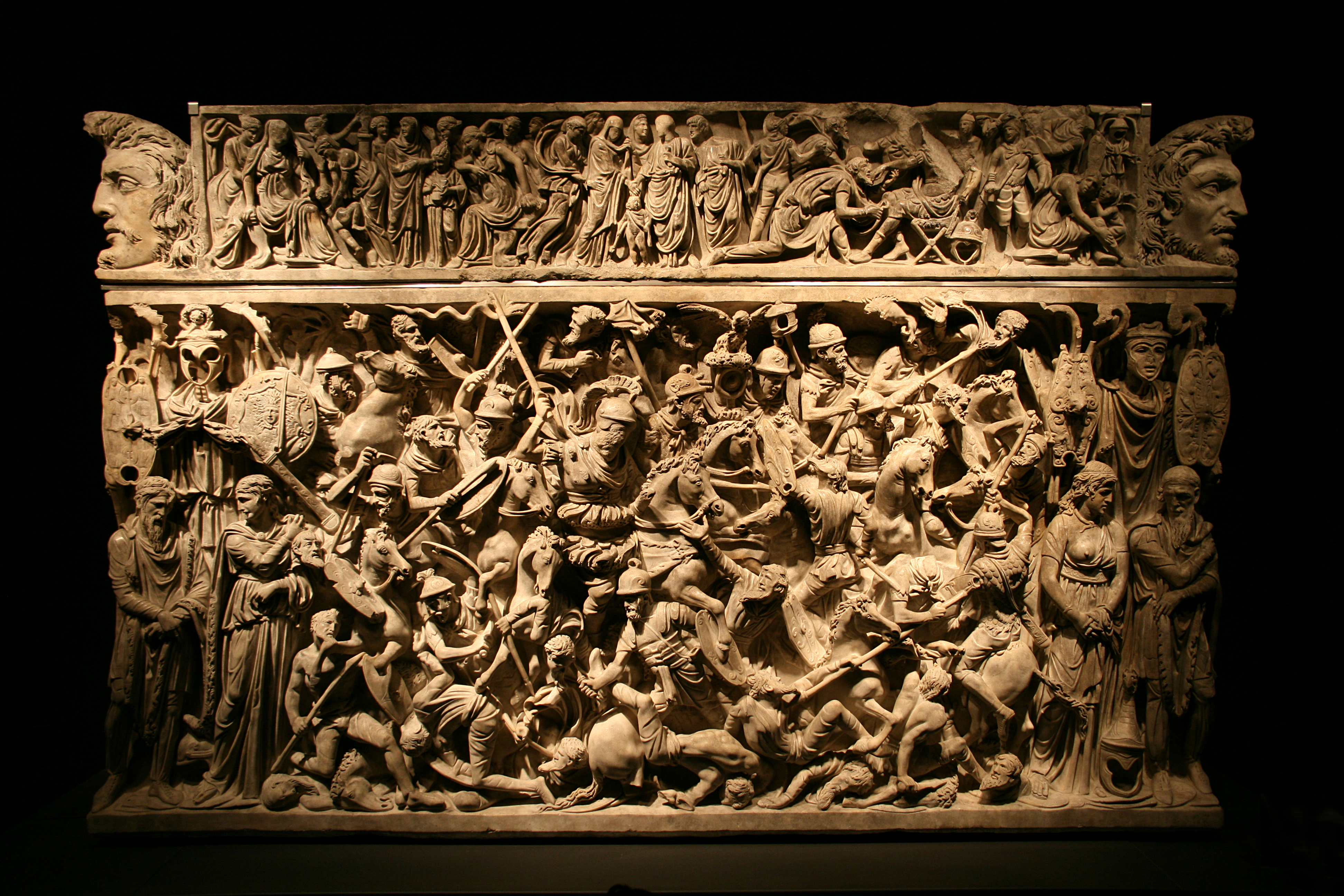
O sarcófago de Portonaccio

O sarcófago de Portonaccio é um sarcófago romano antigo do século II encontrado no bairro de Portonaccio em Roma e agora mantido no Museo Nazionale Romano ( palácio Massimo ). Datada entre 190 e 200, foi usado como sepultura de um general romano envolvido nas campanhas de Marco Aurélio e apresenta influências semelhantes às da Coluna de Marco Aurélio .
O sarcófago faz parte de um grupo de cerca de 25 sarcófagos de batalha romanos tardios, com uma excepção, todos aparentemente datando de 170-210, feitos em Roma ou, em alguns casos, Atenas . Estes derivam de monumentos helenísticos de Pergamon na Ásia Menor, mostrando as vitórias de Pergamene sobre os gauleses, e foram todos presumivelmente comissionados para comandantes militares. O sarcófago de Portonaccio é o mais conhecido e elaborado do grupo principal de Antonino e mostra semelhanças consideráveis com o sarcófago de Ludovisi, o sarcófago tardio de cerca de 250, e um contraste considerável em estilo e humor.